# Olios laevatus
Olios laevatus là một loài nhện trong họ Sparassidae.
Loài này thuộc chi Olios. Olios laevatus được Eugène Simon miêu tả năm 1897.